# Misza Romanowa
Misza Romanowa (właśc. Natalia Wołodymyriwna Mohyleniec, ukr. Наталія Володимирівна Могилинець, ros. Наталья Владимировна Могиленец; ur. 3 sierpnia 1990 w Chersoniu) – ukraińska piosenkarka. Była członkinią ukraińskiej grupy VIA Gra (Nu Virgos) (2013–2018).

## Życiorys
Misza urodziła się w Chersoniu, Ukraina (wtedy część ZSRR).
Misza Romanowa uczęszczała do szkoły w Chersoniu. Miała wtedy trudności z komunikowaniem się z koleżankami, walczyła z jąkaniem. Lekarze zalecili rodzicom, aby Misza uczęszczała na lekcje wokalu. Odkryła, że kiedy śpiewa, nie jąka się.
W 2001 roku dołączyła do wokalnego studia „Neftianyk” w swoim rodzinnym mieście. Początkowo śpiewała w zespole, ale szybko stała się główną solistką. Chwilę później stała się asystentem kierownika pracowni. Brała udział w wielu pokazach muzycznych. W 2007 roku Misza dołączyła do Kijowskiej Akademii Miejskiej Cyrku i Różnorodności Sztuki, którą ukończyła w 2012 roku.

## Dyskografia
| Rok  | Tytuł                                   | Cyrilica               | Tłumaczenie            | Członkowie                                             |
| ---- | --------------------------------------- | ---------------------- | ---------------------- | ------------------------------------------------------ |
| 2012 | Niewiesomaja                            | Невесомая              | Nieważkość             | Erika Giercieg, Anastasija Kożewnikowa, Misza Romanowa |
| 2013 | Pieriemirie                             | Перемирие              | Rozejm                 | Erika Giercieg, Anastasija Kożewnikowa, Misza Romanowa |
| 2014 | U mienia pojawilsja drugoj (z Wachtang) | У меня появился другой | Mam innego faceta      | Erika Giercieg, Anastasija Kożewnikowa, Misza Romanowa |
| 2014 | Kisporod (z Mot)                        | Кислород               | Tlen                   | Erika Giercieg, Anastasija Kożewnikowa, Misza Romanowa |
| 2015 | Eto było priekrasno                     | Это было прекрасно     | To było idealne        | Erika Giercieg, Anastasija Kożewnikowa, Misza Romanowa |
| 2015 | Tak sil’no skuczaju                     | Так сильно скучаю      | Mocno tęsknie za tobą  | Erika Giercieg, Anastasija Kożewnikowa, Misza Romanowa |
| 2016 | Kto ty mnie                             | Кто ты мне             | Kim jesteś dla mnie    | Erika Giercieg, Anastasija Kożewnikowa, Misza Romanowa |
| 2017 | Mojo sierdce zaniato                    | Моё сердце занято      | Moje serce jest zajęte | Erika Giercieg, Anastasija Kożewnikowa, Misza Romanowa |

### Clip
| Rok  | Tytuł                      | Członkowie                                             |
| ---- | -------------------------- | ------------------------------------------------------ |
| 2013 | Pieriemirie                | Erika Giercieg, Anastasija Kożewnikowa, Misza Romanowa |
| 2014 | U mienia pojawilsja drugoj | Erika Giercieg, Anastasija Kożewnikowa, Misza Romanowa |
| 2014 | Kislorod                   | Erika Giercieg, Anastasija Kożewnikowa, Misza Romanowa |
| 2015 | Eto było priekrasno        | Erika Giercieg, Anastasija Kożewnikowa, Misza Romanowa |
| 2015 | Tak sil’no skuczaju        | Erika Giercieg, Anastasija Kożewnikowa, Misza Romanowa |
| 2016 | Kto ty mnie                | Erika Giercieg, Anastasija Kożewnikowa, Misza Romanowa |
| 2017 | Mojo sierdce zaniato       | Erika Giercieg, Anastasija Kożewnikowa, Misza Romanowa |